# جزایر آباکو
جزایر آباکو (انگلیسی: Abaco Islands) در شمال باهاما قرار گرفته‌است است. این جزایر در ۱۸۰ مایلی (۲۹۰ کیلومتری) شرق فلوریدای جنوبی واقع شده‌است.

## خصوصیات
جزایر آباکو ۲٬۰۰۹ کیلومترمربع مساحت و ۱۷٬۲۲۴ نفر جمعیت دارد.